# برایان پلات
برایان پلات (زاده ۵ آوریل ۲۰۰۰) یک بازیکن فوتبال اهل هلند است که هم اکنون برای باشگاه فوتبال بیرشات ویلریج بازی می‌کند.